# アトランティスから来た男
『アトランティスから来た男』（アトランティスからきたおとこ、原題：Man from Atlantis）は、アメリカ・NBC製作のSF海外ドラマ。製作は1977年9月25日から1978年7月25日。
日本ではNHKで1980年4月12日～1980年8月2日まで17話（70分版4本と60分版13本）放送された。

## ストーリー
海洋開発研究所（Foundation For Oceanic Research）の女性科学者エリザベス・メリル博士は、カリフォルニアの海岸に漂着した青年を救助する。彼は記憶を失っており、言葉も通じなかったため、マーク・ハリスと名付けられた。様々な調査の結果、マークはアトランティス大陸の最後の生き残りであることが判明する。マークは自分を救ってくれたエリザベスを信頼し、研究所の仲間たちと協力して、色々な冒険を繰り広げていく。

## 登場人物
- マーク・ハリス（演：パトリック・ダフィー、声：池田秀一）

手と足に水かきがあり、水中以外では24時間しか生存できない。イルカよりも早く泳ぎ、水深10,000mの水圧に耐える能力がある。酒とコーヒーは飲めない。
- エリザベス・メリル博士（演：ベリンダ・J・モンゴメリー、声：倉野章子）
- C.W.クロフォード所長（演：アラン・ファッジ、声：坂口芳貞）
- ミラー・サイモン博士（演：ケネス・タイガー、声：堀勝之祐）
- シューベルト（演：ビクター・ブオノ、声：滝口順平）

## 放送リスト
| NHK放送日                 | 放送回 | サブタイトル         |
| ------------------------- | ------ | -------------------- |
| 1980年4月12日17:30～18:45 | 1      | よみがえる海底人間   |
| 4月17日17:30～18:45       | 2      | 宇宙からの侵略       |
| 4月26日17:30～18:45       | 3      | 未知の惑星生物       |
| 5月3日18:00～18:50        | 4      | 10万ボルトの腕       |
| 5月10日17:30～18:45       | 5      | 地球脱出             |
| 5月17日18:00～18:45       | 6      | 魔の大洪水計画       |
| 5月24日18:00～18:45       | 7      | 特殊エネルギーK−7    |
| 5月31日18:00～18:45       | 8      | もう一人のマーク     |
| 6月7日18:00～18:45        | 9      | ムー大陸の秘宝       |
| 6月14日18:00～18:45       | 10     | 四次元世界の黄金     |
| 6月21日18:00～18:45       | 11     | 幸福の使者           |
| 6月28日18:00～18:45       | 12     | 無邪気なインベーダー |
| 7月5日18:00～18:45        | 13     | 恐怖の巨大クラゲ     |
| 7月12日18:00～18:45       | 14     | 双頭のドラゴン       |
| 7月19日18:00～18:45       | 15     | 水晶王国             |
| 7月26日18:00～18:45       | 16     | 変身の秘薬           |
| 8月2日18:00～18:45        | 17     | 人魚のうたごえ       |

1.The Man from Atlantis  (*)

2.The Death Scouts  (*)

3.Killer Spores  (*)

4.The Disappearances  (**)

5.Melt Down

6.Mudworm

7.The Hawk of Mu

8.Giant

9.Man O' War

10.Shoot-out at Lands End

11.Crystal Water, Sudden Death

12.The Naked Montague

13.The Siren

14.C W Hyde

15.Deadly Carnival

16.Imp

17.Scavenger Hunt

(*)：100分の作品を70分に編集して放映

(**)：75分の作品を70分に編集して放映

## ノヴェライズ
リチャード・ウッドリー著の子供向けノヴェライズ全4巻が評論社より出版されている。
- 「アトランティスから来た男／よみがえる海底人間」
- 「アトランティスから来た男／宇宙からの侵略」
- 「アトランティスから来た男／未知の惑星生物」
- 「アトランティスから来た男／地球脱出」

## 関連事項
- サブマリナー（マーベル・コミックの海洋スーパーヒーロー）